# SMS Scharfschütze
SMS Scharfschütze byl rakousko-uherský torpédoborec třídy Huszár účastnící se bojů první světové války.

## Konstrukce
Byl postaven v Terstu společností Stabilimento Tecnico Triestino. Kýl byl položen 12. dubna 1906, samotná loď byla spuštěna na vodu 5. prosince téhož roku.

## Předválečná služba
Ačkoliv se rakouské mocnářství do první světové války přímo neúčastnilo žádného ozbrojeného konfliktu, měl Scharfschütze přece jen příležitost podstoupit "ostrou" akci. Během první balkánské války odmítly Srbsko a Černá Hora uznat dohodnuté hranice a obsadily část území v Albánii a Makedonii. Tento postup ostře odsoudily tehdejší velmoci. Nespokojenost s krokem Srbska byla tak veliká, že došlo k vytvoření mezinárodních intervenčních sil. Na jejich složení se podílelo i Rakousko-Uhersko. Byla zahájena blokáda pobřeží Černé Hory a částí Albánie zabraných Srbskem, kterých se účastnil i Scharfschütze. Již brzy vešel ve známost, neboť zadržel černohorskou královskou jachtu Rumija, která se pokoušela prorazit blokádu. Na palubě měla vysoké zajaté turecké důstojníky, kteří měli být odvezeni do Černé Hory. Místo toho byli zajatci osvobozeni. Po podepsání míru balkánských států s Tureckem z 30. května 1913 a jejich vzájemné dohodě o hranicích byla eskadra stažena a Ostrostřelec byl převelen do rezervy.

## První světová válka

### Rok 1914
Dne 5. srpna byl Scharfschütze znovu uveden do aktivní služby. Jeho novým velitelem se stal krakovský rodák korvetní kapitán Bogumil Nowotny. Již o dva dny později vyrazil s jádrem floty z Puly, cílem flotily bylo pomoci německé Středomořské eskadře (bitevní křižník SMS Goeben a lehký křižník SMS Breslau) admirála Souchona prorazit Otrantskou úžinou do Jaderského moře. Během plavby došla ale depeše, která sdělovala změnu situace. Němci místo na Jadran zamířili do osmanského Istanbulu. Eskadra se proto obrátila zpět a 8. srpna v 6 hodin ráno vplula do Puly. Ostrostřelec byl přiřazen k V. divizi bitevních lodí. Dne 11. srpna byla tato divize převelena do Boky Kotorské.
První rok války probíhal kvůli značné převaze těžkých hladinových sil Dohody ve znamení občasných výpadů k pobřeží Černé Hory. Po potopení křižníku Zenta dohodovými loďmi byla ukončena blokáda černohorských břehů a Rakousko-Uhersko se soustředilo na útoky lehkých hladinových sil na nepřátelské přístavy a pozice pěchoty při pobřeží. Tak například dne 28. srpna pomáhal Scharfschütze 47. pěší divizi zahnat černohorské jednotky zpět na horu Lovčen. 3. září pak ostřeloval klášter v Lastvě, kde mělo být černohorské velitelství. 16. září byl součástí zajišťovací skupiny pro starý obrněnec Monarch, který zničil v Antivari (dnešní Bar) nově instalovanou radiostanici. Dne 17. října tak ostřeloval Ostrostřelec skladiště a železniční stanici v Antivari (dnešní Bar). 7. listopadu byl Scharfschütze nahrazen torpédoborcem Csikós a odplul na údržbu do Puly. Po opravách byl přiřazen k I. torpédové flotile a hlídkoval v severním a středním Jadranu.

### Rok 1915
Po přistoupení Itálie k Dohodě a vyhlášení války Rakousku-Uhersku ze dne 22. května se rakousko-uherské námořnictvo rozhodlo k okamžité akci. Dne 23. května vypluly rakousko-uherské hlavní síly pod velením samotného velitele flotily admirála Antona Hause z Puly a zamířily směrem k italskému pobřeží. Tato operace vešla do dějin pod názvem bombardování Ancony, jelikož hlavním cílem bylo toto středoitalské město. Existovaly ale i vedlejší cíle, samotný Scharfschütze se podílel spolu s lehkým křižníkem Novara a čtyřmi torpédovkami na nájezdu proti Porto Corsini. K přístavu se lodě dostaly brzy ráno 24. května, čehož Ostrostřelec využil a pod příkrovem tmy pozpátku vplul v 03:20 úzkým kanálem do vnitřního přístavu. Při cestě úzkým kanálem byl ostřelován nejen pěchotou, kryjící se v okopech a domech okolo kanálu, ale i jednou pobřežní baterií střední ráže a dvěma bateriemi polních děl. Po proniknutí do vnitřního přístavu potopil torpédoborec dvě plachetnice zde kotvící a zničil semaforovou stanici. Pod neustávající palbou se navrátil k Novaře na otevřené moře, nepoškozen a bez ztrát na životech. Po návratu navštívil loď sám následník trůnu arcivévoda Karel, který zde pronesl pochvalnou řeč a osobně předal vyznamenaným medaile.
Další útok proti pobřeží nepřítele podnikl 17. června, cílem byl tentokrát Terstský záliv, doprovodem pak křižníky Novara a Admiral Spaun a torpédoborce Wildfang, Ulan a Uskoke. Eskadra nenarazila na nepřítele a proto pokračovala dále podél italského pobřeží. Po marném pokusu odříznout ústupovou cestu italským torpédoborcům, spatřeným u Istrijského poloostrova, zpět do Benátek, zničil Scharfschütze alespoň semaforovou stanici v ústí řeky Tagliamento. Výpad si zopakoval (opět s Novarou a Admiralem Spaunem) přesně o měsíc později (18. července), tentokráte bylo cílem italské město Rimini. Jelikož bylo nutné neustále narušovat železniční síť na východních březích Itálie, musely se nájezdy rakouských lodí opakovat. Další příležitostí byl 26. červenec, cílem Ancona, spolubojovníkem Novara. Nevyhýbaly se mu ani méně dobrodružné úkoly, např. 10. prosince vzal do vleku hydroavion L 69, který nouzově přistál na otevřeném moři, a odtáhl ho zpět na základnu.

### Rok 1916
Při nočním výpadu do Otrantského průlivu ze dne 22. prosince se Scharfschütze, doprovázený torpédoborci Reka, Velebit a Dinara, dostal do přestřelky se šesti francouzskými a třemi italskými torpédoborci. Kvůli značné převaze protivníka se pod pláštěm noci rakouské jednotky stáhly zpět do Boky Kotorské.

### Rok 1917
Dne 12. prosince změnil torpédoborec svou domovskou základnu, celá I. torpédová flotila se totiž přesunula do Terstu.

### Rok 1918
Na říjen plánovalo velení dohodového námořnictva podniknout větší útočnou akci. K té došlo 2. října, kdy 3 italské pancéřové křižníky (San Giorgio, Pisa a San Marco), 3 britské lehké křižníky (Lowesoft, Dartmouth a Weymouth) a 8 torpédoborců s doprovodem 7 italských torpédovek, 11 amerických "stíhačů ponorek" a 4 torpédových člunů MAS zaútočily na přístav Drač. V tu chvíli se zde nacházel jak Scharfschütze, tak i další torpédoborec Dinara a torpédovka Tb. 87F. Všechny tři válečné lodě okamžitě opustily přístav a pluly těsně kolem břehu chráníc přitom transportní lodě Graz, Stambul a Hercegovina. Nepřátelské síly zahájily palbu v 10:20 ze vzdálenosti přes 12 kilometrů, přičemž byly vyslány torpédoborce Nymphe a Cameleon, aby odřízly unikajícím lodím cestu u mysu Pali. Mezitím se pokusily o útok i italské čluny MAS, na Ostrostřelce vypálily čtyři torpéda, avšak ani jediné cíl nezasáhlo. Po úspěšném útoku rakousko-uherské ponorky U 31 na křižník Weymouth, který přišel o příď a kormidlo, nepřítel v 12:15 přerušil palbu a stáhl se zpět. Scharfschütze při této přestřelce utrpěl jeden zásah, zemřeli dva členové posádky a další čtyři byli raněni.